# کنروآ
شهر کنروآ (به فرانسوی: Kinrooi) در شهرستان مزک  در استان لمبورگ  در منطقه فلاندری در کشور بلژیک واقع شده‌است.